# Georgia Stanway
Georgia Stanway (Barrow-in-Furness, 3 gennaio 1999) è una calciatrice inglese, attaccante del Bayern Monaco e della nazionale inglese.
Legata al Manchester City dall'inizio della carriera nel campionato inglese, si è laureata campionessa d'Inghilterra al termine della stagione 2016, titolo a cui si aggiungono due FA Women's Super League Cup e due FA Women's Cup. Prima di approdare, nel 2018, alla nazionale maggiore, ha vestito le maglie delle nazionali giovanili dalla under 15 alla under 20, ottenendo con quest'ultima un prestigioso terzo posto al Mondiale di Francia 2018.
Grazie alle sue prestazioni sportive nel 2016 viene nominata per il BBC Young Sports Personality of the Year. Nel 2017 fu tra le nominate per il PFA Women's Young Player of the Year e nel giugno 2018 nella squadra nella stagione 2017-2018 della UEFA Women's Champions League e, nel 2019, premiata come PFA Women's Young Player of the Year.

## Carriera

### Club
Stanway si avvicina al calcio fin da giovanissima, giocando nella prima parte della carriera nella formazione giovanile del Blackburn Rovers fino al 2014.

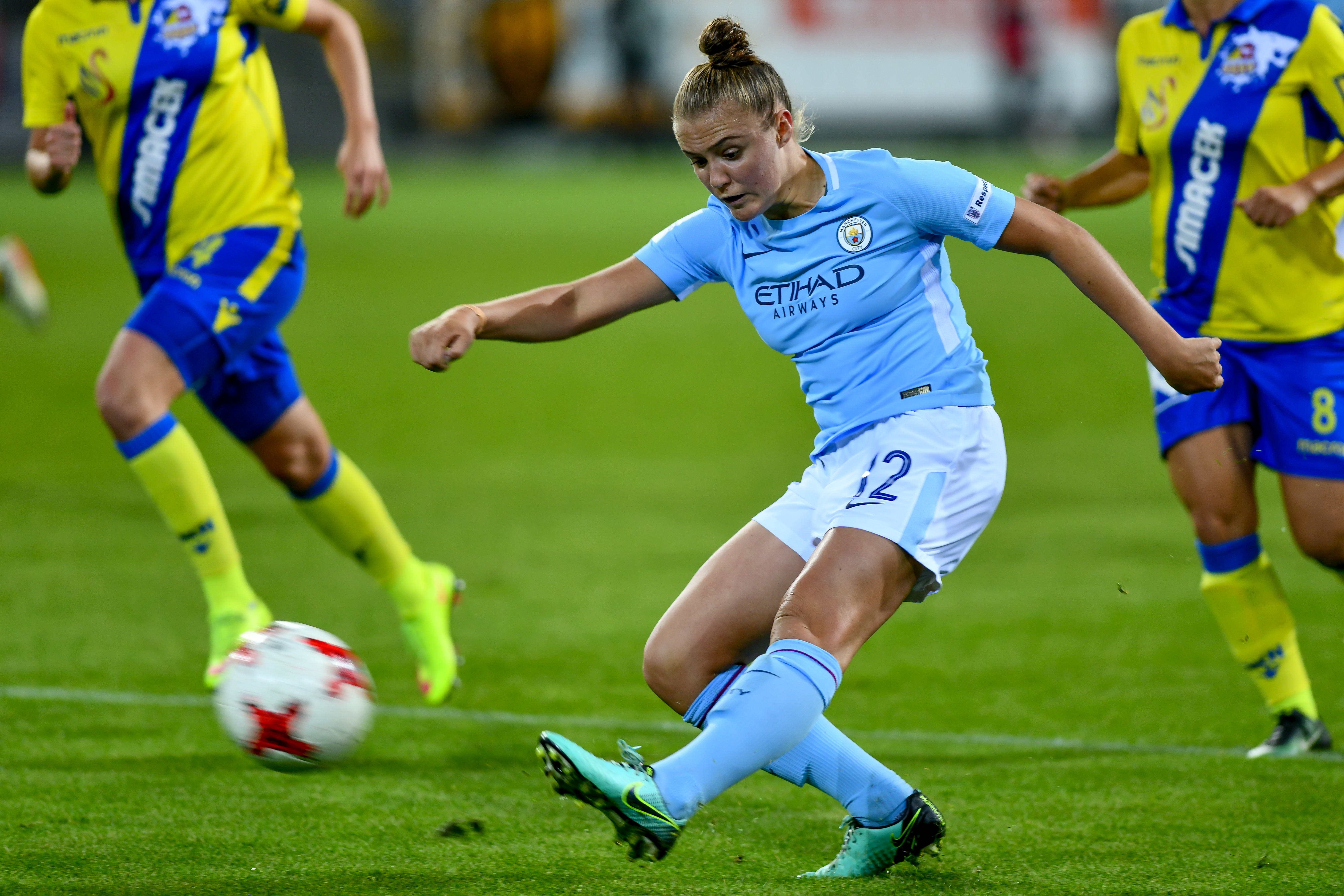
Stanway in azione contro le austriache del nel corso della UEFA Women's Champions League 2017-2018.

Nel giugno 2015 coglie l'occasione per disputare il suo primo campionato di FA Women's Super League 1, sottoscrivendo, appena sedicenne, un contratto con il Manchester City. Sotto la guida del tecnico Nick Cushing fa il suo debutto il 6 settembre 2015, alla 10ª giornata di campionato, nell'incontro vinto per 1-0 sul Sunderland, e siglando la sua prima rete due giornate più tardi, quella che al 78' fissa sul risultato di 6-1 nella vittoria sul Bristol Academy. In quella stagione condivide con le compagne l'ottima prestazione della squadra che giunge seconda in campionato, a soli 2 punti dal Chelsea, risultato che le dà l'accesso alla sua prima Champions League per la stagione 2016-2017
Nel gennaio 2017 firma il suo primo rinnovo di contratto, il primo professionistico.
Nel marzo 2019, prima della fine del campionato, sottoscrive con la società un nuovo contratto triennale, che la legherà alle Citizens fino al 2022.
Dopo 8 stagioni giocate col Manchester City e collezionando complessivamente 69 reti in 186 presenze, per la stagione 2022-23 si è trasferita in Germania al Bayern Monaco.

### Nazionale

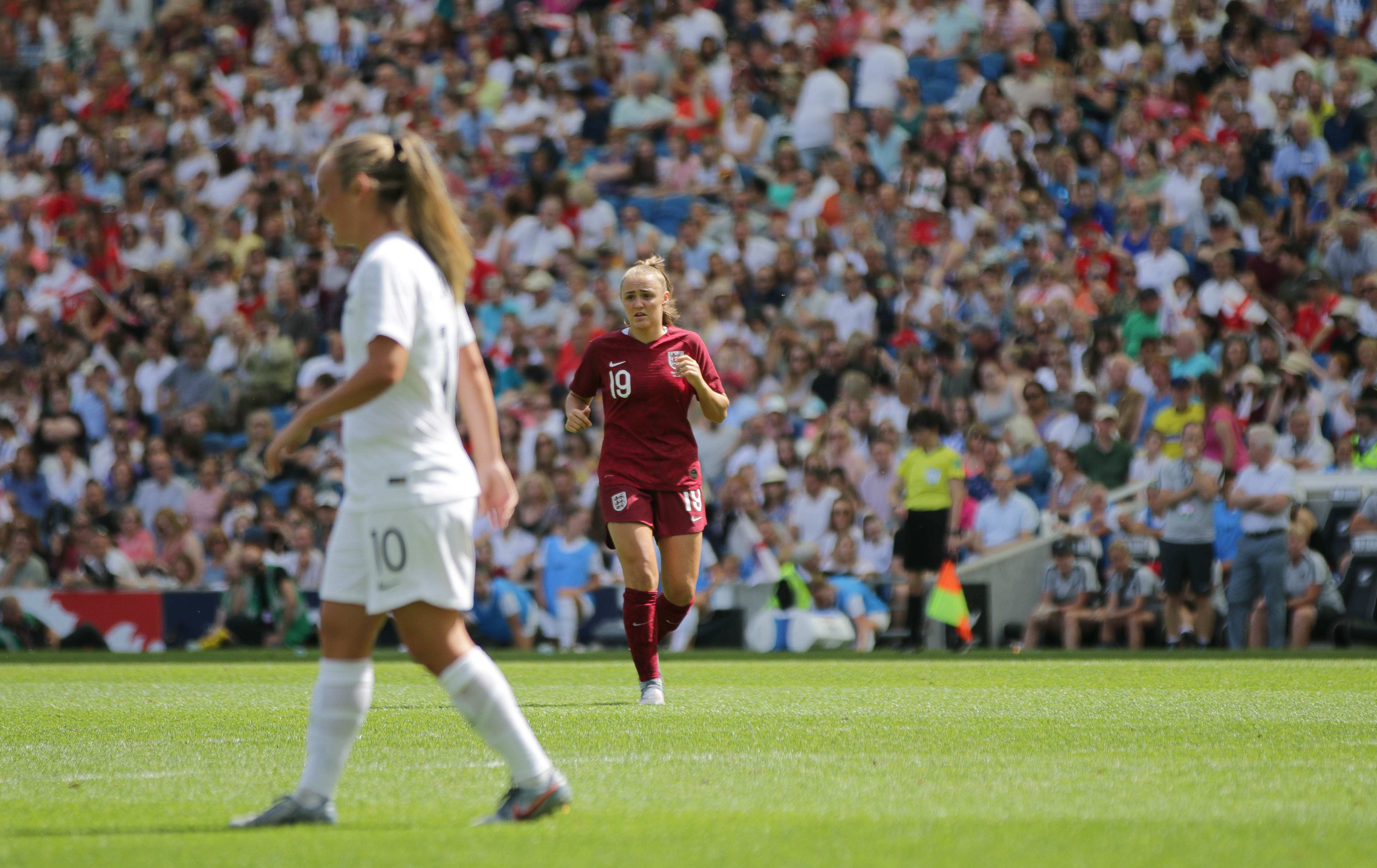
Stanway, al centro, nell'incontro con la durante il Mondiale di Francia 2019.

Stanway viene convocata dalla Federcalcio inglese (The FA) fin dal 2014, inizialmente per vestire la maglia della formazione under 15, per passare quello stesso anno all'under 17 impegnata alle qualificazioni all'Europeo di Islanda 2015. Debutta nel torneo il 26 ottobre 2014, nell'incontro valido per il primo turno di qualificazione vinto per 9-0 con le pari età della Moldavia. In quella fase gioca tutti i sei incontri disputati dalla sua nazionale siglando complessivamente 6 reti, condividendo con le compagne il percorso che la vede superare al primo posto la prima fase di qualificazione, dove sigla oltre a una rete alle moldave, una doppietta nel 5-0 alla Bulgaria e una tripletta alla Russia, 4-1 il risultato finale, ripetendosi nella fase élite siglando la rete che al 70' fissa il risultato sul 2-0 con i Paesi Bassi. Pur inizialmente inserita nella rosa delle convocate per la fase finale fornita alla UEFA, il tecnico John Griffiths è costretto a privarsene per la fase finale, con la squadra che viene eliminata già alla fase a gironi, tuttavia la chiama per il successivo Europeo di Bielorussia 2016, dandole la fascia di capitano, impiegandola in cinque dei sei incontri delle qualificazioni, dove con 9 reti è la migliore realizzatrice della fase assieme alla connazionale Alessia Russo e la spagnola Lorena Navarro, e dove gioca due incontri della fase a gironi più la semifinale, persa 4-3 con la Germania, e la finale per il terzo posto vinta sulla Norvegia per 2-1.
Questo risultato garantisce all'Inghilterra l'accesso al Mondiale di Giordania 2016; Griffiths continua a convocare Stanway, impiegandola nei tre incontri della fase a gironi, dove è determinante nel passaggio del turno siglando la doppietta con cui la sua nazionale batte il Brasile per 2-1 e già era andata a segno siglando la rete del parziale 2-0 con la Corea del Nord, incontro poi terminato sul 3-3, ma non nei quarti di finale dove il Giappone, vittorioso per 3-0, la elimina dal torneo.
Nel settembre 2018 arriva la sua prima convocazione nella nazionale maggiore, chiamata dal Commissario tecnico Phil Neville in occasione dell'edizione 2018 della SheBelieves Cup, tuttavia per il debutto deve attendere l'8 novembre, nell'incontro vinto 3-0 sull'Austria e dove al 71' è autrice della rete del parziale 2-0. Da allora Neville la convoca con continuità, inserendola nella formazione che conquista la SheBelieves Cup 2019, marcando 2 presenze nel torneo, e come ulteriore fiducia inserendola nella lista delle 23 calciatrici convocate al Mondiale di Francia 2019.

## Palmarès

### Club
- Campionato tedesco: 2

Bayern Monaco: 2022-2023, 2023-2024
- Campionato inglese: 1

Manchester City: 2016
- Women's FA Cup: 3

Manchester City: 2016-2017, 2018-2019, 2019-2020
- FA Women's League Cup: 3

Manchester City: 2016, 2018-2019, 2021-2022
- Supercoppa di Germania: 1

Bayern Monaco: 2024

### Nazionale
- SheBelieves Cup: 1

2019
- Campionato d'Europa: 2

2022, 2025
- Arnold Clark Cup: 2

2022, 2023
- Finalissima: 1

2023

### Individuali
- Capocannoniere del campionato mondiale femminile Under 20 di calcio: 1

Francia 2018 (6 reti, a pari merito con Patricia Guijarro)
- BBC Young Sports Personality of the Year: 1

2016
- PFA Women's Young Player of the Year: 1

2018-2019